# بيل كار (سياسي)
بيل كار (بالإنجليزية: William Compton Carr)‏ هو سياسي بريطاني (وحمل سابقاً جنسية المملكة المتحدة لبريطانيا العظمى وأيرلندا)، ولد في 10 يوليو 1918، وتوفي في 1 ديسمبر 2000. حزبياً، نشط في حزب المحافظين. وقد في الانتخابات العامة في المملكة المتحدة 1959 ‏، انتخب عضو البرلمان الثاني والأربعون للمملكة المتحدة ‏ عن دائرة Barons Court (UK Parliament constituency) ‏ (8 أكتوبر 1959 – 25 سبتمبر 1964).